# Эберт, Манфред
Манфред Эберт (нем. Manfred Ebert; 6 декабря 1935 — 24 декабря 2003) — немецкий футболист, нападающий. Выступал за сборную Саара.

## Биография

### Клубная карьера
Начинал играть в футбол в команде «Саарбрюккен», где выступал до 1957 года, откуда затем перешёл в клуб «Шпайер».

### Карьера в сборной
Дебютировал за сборную Саара 1 мая 1956 года в товарищеском матче со сборной Швейцарии, в котором был заменён на 79-й минуте матча. 3 июня 1956 года снова вышел в стартовом составе на товарищескую игру со второй сборной Португалии, однако был заменён уже на 20-й минуте. 1 января 1957 года Протекторат Саар вошёл в состав ФРГ и сборная Саара перестала существовать.